# Uniforme eigenschap
In de topologie, een deelgebied van de wiskunde, is een uniform eigenschap of uniforme invariant een eigenschap van een uniforme ruimte die invariant is onder uniforme isomorfismen. 
Aangezien uniforme ruimten als topologische ruimten komen en uniforme isomorfismen homeomorfisme zijn, is elke topologische eigenschap van een uniforme ruimte ook een uniforme eigendom. Dit artikel is (meestal) betrokken met uniforme eigenschappen dieniettopologische eigenschappen.